# Usjbaglaciären
Usjbaglaciären (georgiska: უშბის მყინვარი, Usjbis mqinvari) är en glaciär i nordvästra Georgien, i regionen Megrelien-Övre Svanetien.